# Philocaenus liodontus
Philocaenus liodontus är en stekelart som först beskrevs av Wiebes 1979.  Philocaenus liodontus ingår i släktet Philocaenus och familjen fikonsteklar. Inga underarter finns listade i Catalogue of Life.